# Nederlandse gemeenteraadsverkiezingen 2014
De Nederlandse gemeenteraadsverkiezingen in 2014 waren reguliere gemeenteraadsverkiezingen in Nederland. Zij werden gehouden op 19 maart 2014 in 380 gemeenten.

## Geen verkiezingen in verband met herindeling
In de volgende gemeenten werden op 19 maart 2014 geen gemeenteraadsverkiezingen gehouden omdat zij recent betrokken (geweest) waren bij een herindelingsoperatie:
- Herindeling per 1 januari 2013

In de gemeenten Goeree-Overflakkee, Molenwaard en Schagen waren verkiezingen gehouden op 21 november 2012.
- Herindeling per 1 januari 2014

In de gemeenten Alphen aan den Rijn, De Friese Meren, Heerenveen en Leeuwarden waren verkiezingen gehouden op 13 november 2013.
- Herindeling per 1 januari 2015

In de gemeenten Alkmaar, Bergambacht, Bernisse, Graft-De Rijp, Groesbeek, 's-Hertogenbosch, Millingen aan de Rijn, Nederlek, Oss, Ouderkerk, Schermer, Schoonhoven, Spijkenisse, Ubbergen en Vlist zijn verkiezingen gehouden op 19 november 2014.

## Geen verkiezingen in verband met status als openbaar lichaam
De openbare lichamen Bonaire, Saba en Sint Eustatius (Caribisch Nederland) functioneren als bijzondere gemeenten binnen Nederland. De met gemeenteraadsverkiezingen vergelijkbare eilandsraadsverkiezingen werden, op dezelfde dag als Provinciale Statenverkiezingen, gehouden op 18 maart 2015.

## Organisatie
Oorspronkelijk zouden de reguliere verkiezingen twee weken eerder, op 5 maart 2014, hebben plaatsgevonden, maar omdat deze datum samenviel met Aswoensdag werd de Kieswet gewijzigd om een verplaatsing mogelijk te maken.
In 2007 werd besloten tot een verbod op het gebruik van de stemmachines, omdat het stemgeheim niet kon worden gewaarborgd en transparantie en betrouwbaarheid in het geding waren. Bij deze verkiezingen werd daarom gebruikgemaakt van stembiljetten en het rode potlood. Het Ministerie van Binnenlandse Zaken doet onderzoek naar herinvoering van de stemmachine, maar in 2014 was daar nog geen sprake van.

## Opkomst
| 2014              | # stemmen  | %     |
| ----------------- | ---------- | ----- |
| Kiesgerechtigden  | 12.489.683 |       |
| Niet opgekomen    | 5.745.293  | 46,00 |
| Opkomst           | 6.744.390  | 54,00 |
| Ongeldige stemmen | 24.678     | 0,37  |
| Blanco stemmen    | 27.846     | 0,41  |
| Geldige stemmen   | 6.691.866  | 99,22 |

## Landelijke uitslagen
| Naam partij     | % stemmen | # zetels |
| --------------- | --------- | -------- |
| lokale partijen | 27,77     | 2.602    |
| CDA             | 14,43     | 1.499    |
| VVD             | 12,21     | 1.098    |
| D66             | 12,06     | 809      |
| PvdA            | 10,25     | 799      |
| SP              | 6,60      | 440      |
| GL              | 5,38      | 354      |
| CU              | 4,06      | 359      |
| SGP             | 1,96      | 205      |
| PVV             | 0,63      | 16       |
| PvdD            | 0,52      | 12       |

## Lokale referenda
In de gemeenten Dalfsen en Haren werd tegelijk met gemeenteraadsverkiezingen een volksraadpleging gehouden. In Haren betrof dit de op handen zijnde gemeentelijke herindeling in de provincie Groningen. In november 2013 nam de gemeenteraad een voorlopig besluit voor een herindeling met de gemeenten Groningen en Ten Boer, waarna in januari besloten werd dat burgers tegelijk met de gemeenteraadsverkiezingen mochten aangeven of zij het eens of oneens waren met dat besluit. Bij een opkomst van 74,5% sprak 74,1% van de bevolking zich uit tegen de voorgenomen samenwerking. De uitkomst was een niet-bindend advies voor de nieuwe raad.

## Partijen
- Voor het eerst in de geschiedenis van Nederlands oudste politieke partij, de SGP, stelde een vrouw zich kandidaat voor een zetel. Het betrof Lilian Janse-van der Weele, die in Vlissingen tot lijsttrekker was gekozen. Dit werd mogelijk door een wijziging in het vrouwenstandpunt van de partij in maart 2013. Janse-van der Weele werd inderdaad gekozen.
- De in de Tweede Kamer vertegenwoordigde partij 50PLUS had aangegeven niet aan deze verkiezingen mee te doen. Als reactie hierop werd de beweging Ouderen Politiek Actief (OPA) opgericht, om lokale seniorenpartijen onder één paraplu te brengen. De partij deed in 41 gemeenten mee en behaalde 25 zetels in 18 gemeenten.
- Tijdens de uitslagenavond sprak PVV-leider Wilders in Den Haag, waar de partij 1 zetel had verloren, een café vol aanhangers toe, waarbij hij de aanwezigen vroeg of ze meer of minder Marokkanen wilden in die stad en in Nederland. Het publiek scandeerde 'Minder!', waarop Wilders antwoordde: 'Dan gaan we dat regelen'. Deze gebeurtenis veroorzaakte zowel landelijk als internationaal veel ophef. Diverse volksvertegenwoordigers van de PVV stapten naar aanleiding van Wilders' uitspraken uit de partij. Het betrof hier de Kamerleden Roland van Vliet en Joram van Klaveren en diverse PVV-fractieleden in gemeenten en provinciale staten, alsmede Europarlementariër Laurence Stassen.[10]

## Eed of belofte
Van de geïnstalleerde raadsleden heeft 57% de verklaring en belofte afgelegd en 43% de eed. Bij de gemeenteraadsverkiezingen van 2010 bedroegen deze percentages 55 respectievelijk 45. SGP-raadsleden blijken in alle gevallen de eed te hebben afgelegd, bij de ChristenUnie op een na ook iedereen en bij het CDA ruim negentig procent. Bij de niet-christelijke partijen zijn de meeste eedafleggers bij de VVD te vinden en de minste bij de SP, op de voet gevolgd door GroenLinks. Slechts in één gemeente kozen alle raadsleden voor óf de belofte óf de eed: de 17 raadsleden van de gemeente Urk kozen allemaal voor de eed.